# Literae humaniores
Literae humaniores (in der akademischen Umgangssprache auch Greats genannt) ist ein vierjähriger grundständiger, mit dem Bachelor of Arts abschließender Studiengang der Universität Oxford auf dem Gebiet der Klassischen Altertumswissenschaften und der antiken Philosophie.

## Geschichte
Ursprünglich standen die Literae humaniores („menschlichere Literatur“) im Bezug zu den Literae divinae („göttliche Literatur“), d. h. der Theologie, und umfassten auch Naturwissenschaft und Mathematik. Im 19. und 20. Jahrhundert zeichnete sich der Studiengang durch seine Kombination intensiver sprachlicher Schulung im Lateinischen und Griechischen mit grundlegender Ausbildung in antiker Philosophie und Alter Geschichte aus. Ende des 20. Jahrhunderts wurde der Studiengang geändert: Nunmehr gibt es eine Vielfalt von Möglichkeiten der Kombination von Kursen. Abgesehen von Altertumswissenschaftlern und Philosophen wurde der Studiengang auch von zahlreichen Persönlichkeiten des öffentlichen Lebens belegt. Im Jahr 2001 wurde die Fakultät der Literae Humaniores in die Faculty of Classics und die Faculty of Philosophy aufgeteilt, da sich die Philosophie weit von den übrigen Inhalten des Studiengangs entfernt hatte; eine Kombination von philosophischen Kursen mit dem Studiengang ist gegenwärtig jedoch weiterhin möglich.
An der University of Cambridge entspricht inhaltlich der dreijährige Studiengang Classical honours tripos.

## Aktuelle Regelungen
Je nachdem, welche Voraussetzungen zur Bewerbung um einen Studienplatz mitgebracht werden, werden verschiedene Kurse unterschieden. Wer Kenntnisse in Latein und / oder Griechisch auf A-level mitbringt, kann einen Kurs IA (Latein und Griechisch) belegen; wer nur solche Kenntnisse in Latein mitbringt, Kurs IB; wer nur solche in Griechisch mitbringt, Kurs IC. Studenten, die Vorkenntnisse weder in Latein noch in Griechisch mitbringen, belegen Kurs II, entweder mit Latein oder mit Griechisch allein oder mit beiden alten Sprachen. Diese Studenten absolvieren dieselben Abschlussexamina in Greats wie diejenigen aus Kurs I.
Der Studiengang besteht aus zwei Teilen, einer Zwischenprüfung (Honour Moderations oder Mods) und einer Abschlussprüfung (Literae humaniores oder Greats). Die ersten fünf Trimester (terms) dienen der Vorbereitung auf die Honour Moderations (Mods), die für Classics I Studenten aus zehn Klausuren (papers) bestehen, für Studenten aus Classics II aus sieben. Danach besteht kein Unterschied mehr zwischen Studenten aus den beiden Kursen. Die Vorbereitung auf die Abschlussprüfung Literae humaniores (Greats) nimmt sieben Trimester (terms) in Anspruch. Die Prüfung selbst besteht aus acht Klausuren, deren Themen die Studenten aus etwa 80 Kursen auswählen können. Es besteht eine Vielfalt individueller Kombinationsmöglichkeiten aus den Bereichen Greek and Roman History, Philosophy, Greek and Latin Literature, Greek and Roman Archaeology und Philology and Linguistics. Es besteht auch die Möglichkeit, eine Dissertation (thesis) von 10.000 Wörtern zu verfassen.